# Meristhus
Meristhus is een geslacht van kevers uit de familie  
kniptorren (Elateridae).
Het geslacht is voor het eerst wetenschappelijk beschreven in 1857 door Candèze.

## Soorten
Het geslacht omvat de volgende soorten:
- Meristhus afghanus Platia & Gudenzi, 2002
- Meristhus angulicollis Fairmaire, 1897
- Meristhus babai Kishii, 1991
- Meristhus ceylonensis Ôhira, 1973
- Meristhus crenulatus Vats & Kashyap, 1996
- Meristhus cristatus Horn, 1871
- Meristhus lepidotus (Palisot de Beauvois, 1805)
- Meristhus niponensis Lewis, 1894
- Meristhus quadripunctatus Candèze, 1857
- Meristhus sabensis Wurst, Schimmel & Platia, 2001
- Meristhus scabrosus Fleutiaux, 1931
- Meristhus sikkimensis Cate, 2007
- Meristhus squameus Candèze, 1893